# Martin Lecián
Martin Lecián (ur. 31 października 1900 w Ostrožské Předměstí, Austro-Węgry, zm. 6 października 1927 w Ołomuńcu, Czechy) – czeski seryjny morderca, który został skazany na karę śmierci. Przy próbie ucieczki z więzienia (przed wyrokiem) zabił jednego ze strażników. Jego sprawa była bardzo znana na terenie całego kraju. Niektóre artykuły w gazetach gloryfikowały go i wychwalały jego odwagę. Nazywany był Postrachem z Moraw.

## Życie
Urodził się 31 października 1900 roku w mieście Uherský Ostroh. Do swoich osiemnastych urodzin przebywał w zakładzie poprawczym. Po jego opuszczeniu poświęcił się działalności przestępczej. Podczas służby w wojsku dezerterował pięć razy.
Podczas ostatniej ucieczki poznał Marię Křenovską. Wspólnie rabowali kasy na terenie całych Moraw. W Prościejowie Lecián i Křenovská zostali złapani i przewiezieni do szpitala w Ołomuńcu. 10 grudnia 1926 Lecián uciekł ze szpitala razem z osadzonym tam niebezpiecznym przestępcą – Szekelym. Podczas ucieczki zranili dwóch strażników. Lecián i Szekely wspólnie dopuścili się kilku napadów i kradzieży. Rozstali się dopiero 21 grudnia w Bučovicach – Lecián został na Morawach, Szekely udał się na Słowację.
19 stycznia 1927 w Sławkowie Lecián czterema strzałami zabił urzędnika miejskiego, Rudolfa Hanaka, który przyłapał go podczas włamania. Kolejnego dnia podczas kradzieży zabił właściciela okradanego sklepu oraz posterunkowego żandarma Poledňáka. Miesiąc później zamordował Františka Marčíka, ochroniarza z firmy Grafon w Igławie.
W połowie lutego 1927 w trakcie podróży pociągiem został rozpoznany przez żandarma Šilhavego. Podczas ucieczki Lecián kilka razy strzelił do żandarma, po czym wyskoczył z jadącego składu. Po tym wydarzeniu rozpoczęto obławę z nagrodą w wysokości 10 000 koron za schwytanie młodego mordercy. Mimo pościgu Lecián nie ukrywał się i nie porzucił działalności przestępczej. Jego odwaga była podziwiana przez społeczeństwo. Był bohaterem sprośnych piosenek opisujących go jako walecznego kasjera, który okradał bogatych.
8 marca w mieście Veselí nad Moravou zastrzelił żandarma Antonina Stuchlégo, który właśnie się ożenił i spodziewał się narodzin dziecka. Wkrótce potem na dworcu zamordował pomylonego z żandarmem sierżanta Chvalovskiego. Lecián został ranny podczas jednej ze strzelanin, w pobliżu wsi Polešovice. Pomimo odniesionych obrażeń udało mu się uciec przed policją. Zatrzymany został dopiero 23 kwietnia w Novym Bohuminie przez nieumundurowanych policjantów Halířa i Kalužę. 3 września 1927 roku został wydany wyrok. Odebrano mu zezwolenie posiadania broni oraz prawa wyborcze. Skazany został na karę śmierci przez powieszenie.
25 września podjął próbę ucieczki z aresztu razem z poznanym w więzieniu dezerterem Kašpaříkiem. Podczas tej akcji udało mu się zdobyć broń i zabić strażnika Ferencza Kissa. Po strzelaninie obu przestępców udało się złapać. Jego prośba o ułaskawienie została odrzucona przez ówczesnego Prezydenta Republiki ze względu na podjętą próbę ucieczki z więzienia. Lecián został powieszony na dziedzińcu ołomunieckiego więzienia wojskowego 6 października 1927 roku o godzinie 6:00 rano. Egzekucji dokonał Leopold Wohlschlager, który tym samym zakończył swoją służbę jako kat państwa Czech i Moraw.

## Następcy
Sześć lat po straceniu Leciána pojawił się jego następca — František Ondráš, który sam siebie nazywał „dziedzicem”.  Twierdził też, że będzie jeszcze gorszy niż jego poprzednik. Ondráš zabił dwóch żandarmów. Zamordowany został przez dwóch swoich wspólników, braci Gerspitzerów, którzy zostali skazani na śmierć. Po kilku latach kolejną osobą próbującą naśladować Postrach z Morawy był kasjer Jozef Prekop z Červeného Kameňa koło Púchova. Niedługo po rozpoczęciu działalności przestępczej został ranny w strzelaninie i zatrzymany w szpitalu w Winogradach, gdzie poddał się leczeniu.